# ويليام لين (مؤلف)
ويليام لين (بالإنجليزية: William Lane) (و. 1861 – 1917 م) هو مؤلف، وناشر (حرفة)، وكاتب، ونقابي من أستراليا، ونيوزيلندا، والمملكة المتحدة لبريطانيا العظمى وأيرلندا، ولد في برستل، توفي في أوكلاند، عن عمر يناهز 56 عاماً.

## التعليم
تعلم في مدرسة بريستول للقواعد ‏
.